# Алсидес Гиджа
Алсидес Едгардо Гиджа (на испански: Alcides Edgardo Ghiggia), роден на 12 декември 1926 г. в Монтевидео, е бивш уругвайски футболист, полузащитник. Автор на победния гол, с който Уругвай печели срещу смятания за фаворит отбор на Бразилия решаващия мач за определяне на шампиона на световното първенство през 1950 в Бразилия. Умира от инфаркт на 16 юли 2015 г. в Монтевидео, в деня, в който се навършват 65 години от тази победа.
Въпреки че тази загуба е считана за една от най-кошмарните в историята на бразилския национален отбор, в страната уважават Гиджа заради уважението му към тъгата на бразилския народ, а доказателство за това е топлото посрещане от трибуните, когато 60 години по-късно се завръща на Маракана, за да стане едва шестият чуждестранен футболист, оставил отпечатък от крака си в Алеята на славата на стадиона. За себе си Гиджа казва "Само трима души са успявали да накарат Маракана да замлъкне – Франк Синатра, папа Йоан Павел II и аз".

## Клубна кариера
Гиджа започва кариерата си в Суд Америка, а по-късно преминава в Пенярол, с който става двукратен шампион на Уругвай. През 1952 г. е наказан за осем месеца, защото удря съдия, отменил негов гол. През 1953 г. става футболист на италианския Рома, където се превръща в един от основните играчи, а в периода 1957-1958 г. е и капитан на отбора. След като през 1961 г. печели Купата на панаирните градове, преминава в Милан, с който печели шампионската титла през 1962 г., въпреки че изиграва една четири мача. След това се завръща в родината си и до края на кариерата си през 1967 г. играе за Данубио.

## Национален отбор
Освен за Уругвай, Гиджа записва и мачове за националния отбор на Италия.

## Успехи
Пенярол
- Примера Дивисион:
  - Шампион (2): 1949, 1951

 Рома
- Серия Б:
  - Шампион (1): 1952
- Купа на панаирните градове:
  - Носител (1): 1961

 Милан
- Серия А:
  - Шампион (1): 1962

 Уругвай
- Световно първенство по футбол:
  - Шампион (1): 1950